# Sphaerocarpales
Die Sphaerocarpales sind eine Ordnung von Moosen aus der Klasse der Marchantiopsida (die ihrerseits zu den Lebermoosen zählen).

## Merkmale
Vom Habitus her sind die beiden Familien sehr unterschiedlich: Die Sphaerocarpaceae bilden auf feuchtem Boden rundliche Rosetten, die Riellaceae bilden aufrechte, geflügelte Stämmchen und wachsen unter Wasser (submers).
Die gemeinsamen Merkmale sind: Archegonien und Sporogone befinden sich in auffällig birnenförmig wucherndem Thallusgewebe. Antheridien und Archegonien besitzen eine einzellschichtige Hülle. Ölkörper fehlen. Das Sporogon besitzt keine Seta. Die Kapseln sind kleistokarp und lassen die meist zu Tetraden vereinigten Sporen erst nach Auflösung der Kapsel ins Freie. Es werden keine Elateren gebildet.

## Systematik
Die großsystematische Stellung der Sphaerocarpidae war früher unklar, da sie vom Habitus stark von den Marchantiidae abweichen. Das Fehlen der Ölkörper in den normalen Laminazellen und die einzellschichtige (leptosporangiate) Sporogonwand rechtfertigt jedoch ihre Einordnung bei den Marchantiopsida.
Mit nur rund 30 Arten in zwei Unterordnungen sind die Sphaerocarpidae eine der artenärmsten Großgruppen der Lebermoose:
- Riellineae, monotypisch
  - Riella mit 12 Arten, submers in Salzwasser.
- Sphaerocarpineae mit nur zwei Gattungen
  - Sphaerocarpos mit 12 Arten. In Deutschland
    - Sphaerocarpos michelii
    - Sphaerocarpos texanus

  - Geothallus mit nur einer Art in Kalifornien